# زکریا اخلاقی
زکریا اخلاقی شورکی‌ (زادهٔ ۱۳۴۱، روستای شهیدیه شهرستان میبد - استان یزد)؛ روحانی، استاد حوزه علمیه و ادبیات و از شاعران غزلسرای معاصر ایران است.
اخلاقی با ترکیب‌سازی‌های بدیع، رویکردی فلسفی و عرفانی در شعر داشته و توجه ویژهٔ او به صورت شعر با انتخاب ردیف‌ها و قافیه‌های خاص، وزن‌های بدیع، مطلع‌ها و مقطع‌های جذاب و ترکیب‌ها و تصاویر خیال‌انگیز همراه است. وی عناوین شاعر برگزیدهٔ دفاع مقدس (سال۷۹)، شاعر برتر حوزه در دهمین کنگره شعر و قصه طلاب داشته و برگزیدهٔ جشنواره شعر فجر در دورهٔ اول تا سوم است.
به گفته خود وی در تصویرسازی، ترکیب‌سازی و صور خیال تحت تأثیر اشعار نصرالله مردانی و در طبیعت‌گرایی عرفانی تحت تأثیر سهراب سپهری بوده و از آغاز با شاعر یزدی محمدحسین بهجتی اردکانی (شفق) همنشین بوده است.
زکریا اخلاقی علاوه بر فعالیت‌های علمی، مسئول مرکز آفرینش‌های ادبی حوزه هنری استان یزد نیز می‌باشد. وی با شاعرانی چون محمدحسین انصاری نژاد، سید فضل‌الله طباطبایی ندوشن (امید) و غلامرضا محمدی مؤانست دارد.

## شرح حال
زکریا اخلاقی شورکی، زادهٔ ۱۳۴۱ روستای شورکی (شهیدیه)، میبد یزد، از سال ۱۳۵۸ در حوزه علمیه میبد و دو سال بعد نیز در حوزه علمیه یزد به تحصیل علوم دینی پرداخت و پس از آن رهسپار حوزه علمیه قم شد. او از سال ۱۳۶۰ فعالیت خود را در زمینه شعر آغاز کرده و در طول مدت اقامت خود در قم در جلسات شعر دفتر تبلیغات اسلامی و حوزه اندیشه و هنر اسلامی در کنار ناصر فیض، علیرضا قزوه و جواد محدثی فعالیت داشته و در جلسات حوزهٔ هنری تهران نیز با حضور قیصر امین پور، علی معلم، احمد عزیزی، علی موسوی گرمارودی، سلمان هراتی و نصرالله مردانی فعالیت داشته است. تاکنون آثار متعدد شعری از او در مجلات و روزنامه‌ها به چاپ رسیده است.

## آثار
کتاب «تبسم‌های شرقی» مجموعه ۳۰ قطعه شعر از او در قالب غزل، با مضامین عرفانی و مذهبی در سال ۱۳۸۲ به چاپ رسیده است. وی با استفاده از اصطلاحات فلسفی و فقهی در شعر دارای زبان شعری ویژه و تازه‌ای است.

## نمونه اشعار
| همین است ابتدای سبز اوقاتی که می‌گویند    |  | و سرشار گل است آن ارتفاعاتی که می‌گویند |
| اشارات زلالی از طلوع تازه نرگس           |  | پیاپی می‌وزد از سمت میقاتی که می‌گویند…  |
| و فردا بی‌گمان این سمت عالم روی خواهد داد |  | سرانجام عجیب اتفاقاتی که می‌گویند       |

| ما را خوش است سیر سکوتی که پیش روست |  | گشت و گذار در ملکوتی که پیش روست |
| بر گیسوی تغزل ما شانه می‌کشد         |  | شیوایی دو دست قنوتی که پیش روست… |
| یا رب! مباد بی غزل عاشقی شبی        |  | موسیقی بلند سکوتی که پیش روست    |

## بزرگداشت
در خرداد ۱۳۹۵ بزرگداشت وی در تهران برپا شد و رسانه‌های مطالبی در مورد وی نوشتند. از جمله حسن صنوبری «مانیفست شعر عرفانی» را پیرامون وی نوشت.